# Jacob Nufer
Jacob Nufer foi um castrador de porcas que entrou para a história da medicina em uma pitoresca história. Em 1500, sua mulher estava grávida em trabalho de parto. Como era costume da época, ela estava sendo atendida pela parteira, mas por razão desconhecida a criança não nascia. Desesperado, Jacob chamou várias outras parteiras, mas mesmo assim o parto não acontecia.
Então Jacob apelou para os cirurgiões-barbeiros, pedindo para que contrariassem os costumes da época e realizassem a cesariana em vida na sua esposa. Nenhum deles aceitou. Nufer solicitou permissão as autoridades locais para ele mesmo realizar a cirurgia.
Com a ajuda de duas parteiras, uma navalha, uma cama, sua experiencia em castrar porcas e a resistência imunológica de sua esposa (Nufer não provavelmente não realizou nenhuma prática antinfecciosa, pois na época ainda não conhecia vírus e bactérias). Jacob Nufer realizou a primeira cesariana em vida.

## Ligações Externas
- Sociedade Brasileira de História da Medicina